# Koriuzino
Koriuzino (ros. Корюзино) – wieś (ros. деревня, trb. dieriewnia) w zachodniej Rosji, w osiedlu wiejskim Prigorskoje rejonu smoleńskiego w obwodzie smoleńskim.

## Geografia
Miejscowość położona jest przy drodze federalnej R120 (Orzeł – Briańsk – Smoleńsk – Witebsk), 20,5 km od drogi magistralnej M1 «Białoruś», 3 km od centrum administracyjnego osiedla wiejskiego (Prigorskoje), 11 km od Smoleńska, 5 km od stacji kolejowej Tyczinino.
W granicach miejscowości znajdują się ulice: Centralnaja, Ługowaja, Mołodiożnaja, Sadowaja, Sadowyj pierieułok, Siennaja.

## Demografia
W 2010 r. miejscowość zamieszkiwało 86 osób.

## Historia
- W czasie II wojny światowej od lipca 1941 roku dieriewnia była okupowana przez hitlerowców. Wyzwolenie nastąpiło we wrześniu 1943 roku[5].